# ガニソントンネル
ガニソントンネル（Gunnison Tunnel）は、1905年から1909年にかけて建設された灌漑トンネル。長さは9.3kmで、完成時には世界最長の灌漑トンネルであった。
このトンネルは、水をブラックキャニオン内のガニソン川からコロラド州モントローズ周辺の乾燥したUncompahgre峡谷へ送っている。
1972年、このトンネルは米国土木学会によりナショナル・シビル・エンジニアリング・ランドマークに選定された。